# Cuy chactado
El cuy chactado, es un plato típico de la gastronomía del Perú, concretamente de la región andina.

## Etimología
El término chactado hace referencia a la forma de cocción de un alimento presionado bajo el peso de una piedra. El término podría provenir del verbo aimara chhaktaña, "desaparecer", que haría referencia a que la carne queda oculta bajo la piedra mientras se cuece.

## Descripción
Se trata de un cuy frito en abundante aceite, hasta alcanzar un punto crocante, bajo una piedra que hace las veces de tapa. Se suele acompañar con papas hervidas, maíz y salsas de ají, como la crema de huacatay. Es un plato fuertemente condimentado y tiene como una de sus características distintivas el hecho de que el animal es presentado entero en el plato. Es un plato muy apreciado en las zonas andinas del Perú.